# كريس اكينز
كريس اكينز (بالإنجليزية: Chris Akins)‏ هو لاعب كرة قدم أمريكية أمريكي، ولد في 29 نوفمبر 1976 في ليتل روك في الولايات المتحدة.

## وصلات خارجية
- كريس اكينز على موقع مرجع كرة القدم المحترفة.كوم (الإنجليزية)